# Hydnophytum stewartii
Hydnophytum stewartii är en måreväxtart som beskrevs av Francis Raymond Fosberg. Hydnophytum stewartii ingår i släktet Hydnophytum och familjen måreväxter. Inga underarter finns listade i Catalogue of Life.